# Roupala sphenophyllum
Espèce
Statut de conservation UICN

 VU D2 : Vulnérable
Roupala sphenophyllum est une espèce de plantes à fleurs de la famille des Proteaceae endémique du Pérou.

## Publication originale
- Botanische Jahrbücher für Systematik, Pflanzengeschichte und Pflanzengeographie 76(2): 166–167. 1954.